# Ришвайлер-Мюльбах
Ришвайлер-Мюльбах (нем. Rieschweiler-Mühlbach) — община в Германии, в земле Рейнланд-Пфальц. 

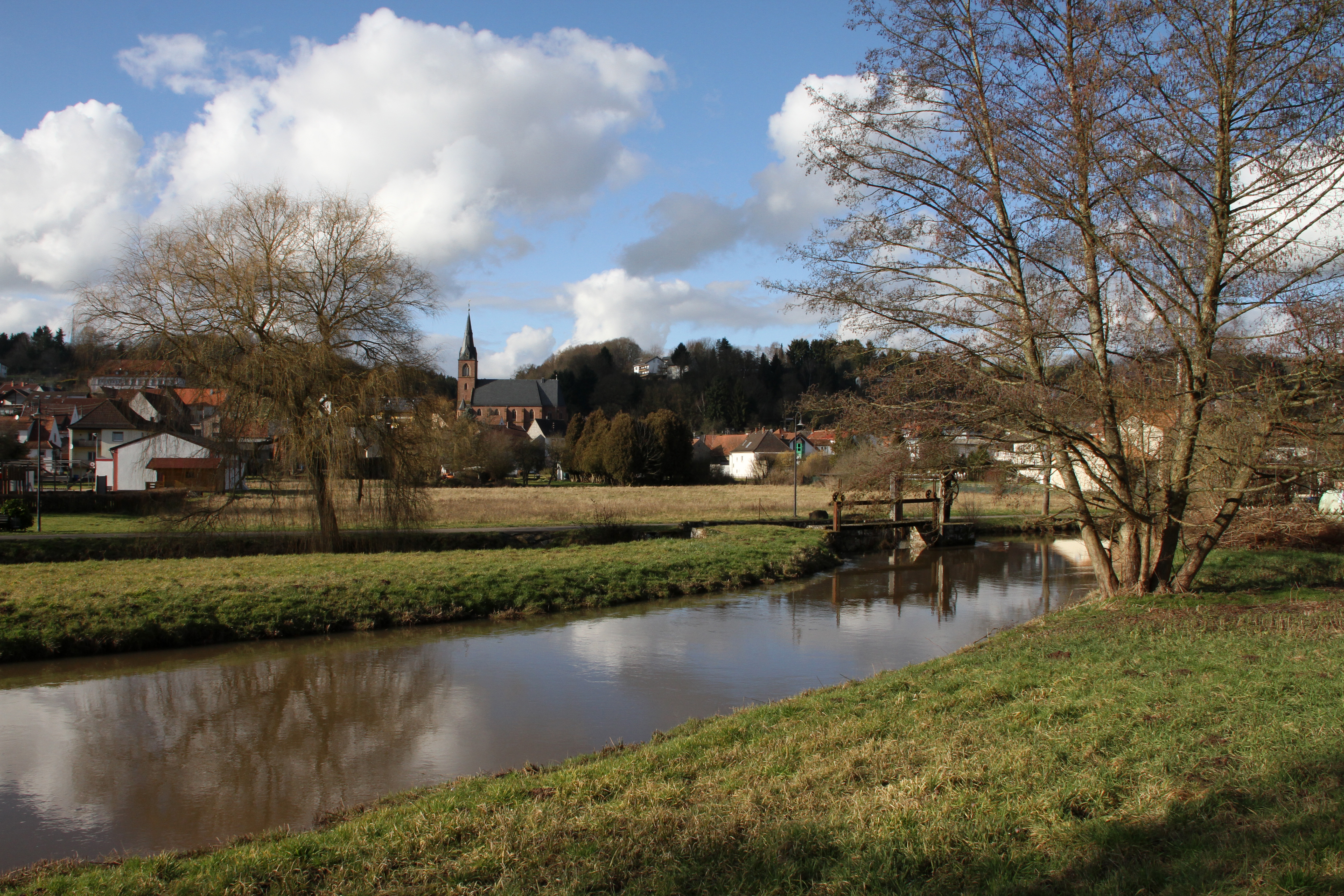

Входит в состав района Юго-западный Пфальц. Подчиняется управлению Талайшвайлер-Фрёшен.  Население составляет 2226 человек (на 31 декабря 2010 года). Занимает площадь 10,42 км².